# 第五種
第五種（？—？），姓第五，名種字興先，京兆長陵縣（今陝西咸陽東北）人，東漢司空第五倫曾孫。

## 生平
永壽年間，第五種以司徒府下承詔使的清詔員出使冀州，廉察災害，第五種以奉使稱職，被任命爲高密（今山東省高密縣西南）侯相，當時徐、兗二州盜賊猖狂，高密在二州之郊，第五種大量儲存糧食、勤勞奮勉獎勵吏士，盜賊都很忌憚第五種，桴鼓不鳴，前來歸附的流民，歲中後多達數千家。第五種因才能出眾調任為衛相，後又遷任兗州刺史。
延熹三年（公元160年）中常侍單超兄長的兒子單匡，擔任濟陰郡太守，單匡仗勢貪婪又放縱。時任兗州刺史的第五種打算逮捕他，第五種聽聞從事衛羽高尚嚴正、不懼權貴，於是派衛羽前往調查單匡，衛羽抵達定陶縣後，收捕單匡的賓客和親信四十多人，六七日內，查出贓款五、六千萬錢。於是第五種上奏告發單匡的罪行，並彈劾單超。單匡處境困急，於是任用刺客任方暗殺衛羽，但被衛羽所察覺，任方後來被逮捕，運往洛陽監獄囚禁。單匡怕剛到任河南尹的楊秉「窮竟其事」，密令任方逃獄，漢桓帝命尚書問罪楊秉，楊秉要求捉拿單匡便可查清事實，但反被漢桓帝定罪到大匠左校服勞役，單匡亦因此沒被定罪。
泰山郡叔孫無忌劫掠徐州、兗州，州郡官府無力討伐，衛羽認為天下安寧許久，將士早已忘戰，加上太山險阻，賊軍狡猾。雖然有精兵，但難以和敵軍作戰，衛羽向第五種建議讓他勸降賊軍，第五種遵從他的意見，結果叔孫無忌被說服，率領他的黨與三千多人投降。單超當時已去世，但單匡越來越恨第五種，便找機會捏造罪名陷害第五種。第五種獲罪被流放到朔方郡。單超的外孫董援，當時任朔方郡太守，早已對第五種很不滿。第五種擔任衛相時的門下掾孫斌知道第五種到朔方後必定死路一條，於是集結豪俠之士（同縣的朋友閭子直和甄子然）追趕第五種，一直追到太原，劫走第五種，逃亡途中，孫斌下馬將馬讓給第五種，自己則徒步隨行，第五種被救回家鄉。從此第五種藏匿於閭、甄二家，直到徐州從事臧旻上書才得大赦被免罪。後來第五種在家中去世。

## 相關考證
胡之儀認為第五元先可能就是第五種，認為名字相輔，疑元先就是興先的改字。《二十五史藝文經籍志考補萃編》則認為范書不載元先的名，以第五種字興先推之，推斷第五元先是第五倫的孫子。

## 辯惑二篇
元結所作，他認為議者多困惑朱穆、第五種所為，所以作《辯惑》二篇，來對困惑的人說明，打算為人解惑和勸懼。

## 評價
- 臧旻：「伏見故兗州刺史第五種，傑然自建，在鄉曲無苞苴之嫌，步朝堂無擇言之闕，天性疾惡，公方不曲，故論者說清高以種為上，序直士以種為首。」、「種所坐以盜賊公負，筋力未就，罪至徵徙，非有大惡。昔虞舜事親，大杖則走。故種逃亡，苟全性命，冀有朱家之路，以顯季布之會。」[1]
- 蔡東藩：「直臣報國敢偷生，被害閹人太不平；留得一絲殘命在，好教忠義兩成名！。」[9]